# Hoplolabis (Parilisia) margarita
Hoplolabis (Parilisia) margarita is een tweevleugelige uit de familie steltmuggen (Limoniidae). De soort komt voor in het Nearctisch gebied.